# Budapest Business Journal
A Budapest Business Journal, rövidítve BBJ kéthetente megjelenő, angol nyelvű magyar magazin. A BBJ az ország legrégebbi és legnagyobb magazinja a maga kategóriájában.

## Története
1992 novemberében indult, eredetileg hetilapként, később viszont már kéthetente adják ki. A lapot egy amerikai tulajdonban lévő cég alapította, melynek vezetője Stephen A. O'Connor. A lap társalapítója Mike Stone.
A BBJ-t az Absolut Media Kft. jelenteti meg. Eredeti kiadója a New World Publishing volt, amely a Warsaw Business Journal és a Prague Business Journal című lapokat is megjelentette.
Ahogy a magazin címe is mutatja, a BBJ az üzleti hírekkel foglalkozik, emellett részletes ipari és céges információkat tartalmaz.
A magazin minden évben készít egy listát, amelyben magyar cégeket rangsorolnak. A lista a The Book of Lists című különálló kiadványban jelenik meg.
2002-ben 8700 példányban kelt el.
A BBJ weboldala a 858437. helyet szerezte meg az Alexa Internet rangsorolása szerint (2013. május 15.-ei állás alapján).